# (20545) Karenhowell
(20545) Karenhowell (1999 RS104) – planetoida z pasa głównego asteroid okrążająca Słońce w ciągu 3,5 lat w średniej odległości 2,31 j.a. Odkryta 8 września 1999 roku.